# Laugarvatn
Laugarvatn is een klein meertje in het zuiden van IJsland met een wateroppervlakte van ongeveer 2,5 km². Het is een heel stuk kleiner dan het naburige meer Apavatn. Aan het Laugarvatn ligt het gelijknamige dorp van ongeveer 150 inwoners (2013). 
Het meertje ligt aan de meest bekende toeristische route van IJsland, de zogenaamde Gouden cirkel, waartoe ook het nationale park Þingvellir, Geysir en de Gullfosswatervallen behoren. Wie deze IJslandse locaties gaat bekijken, komt via weg 365 vanzelf langs Laugarvatn. Het meer ligt in een geothermisch actief gebied. De naam betekent dan ook zoiets als Warme bronnenmeer en verwijst naar de talrijke warmwaterbronnen die her en der verspreid liggen. 
De bekendste bron is Vígðalaug (heilige bron) waarin de in 1550 vermoorde bisschop Jón Arason gewassen is. Bovendien zegt men dat in het jaar 1000, het jaar waarin men in IJsland het christelijk geloof had aangenomen, de hoofdmannen die zich niet in het koude water van Þingvallavatn wilden laten dopen, zich dat wel in deze bron wilden laten welgevallen.

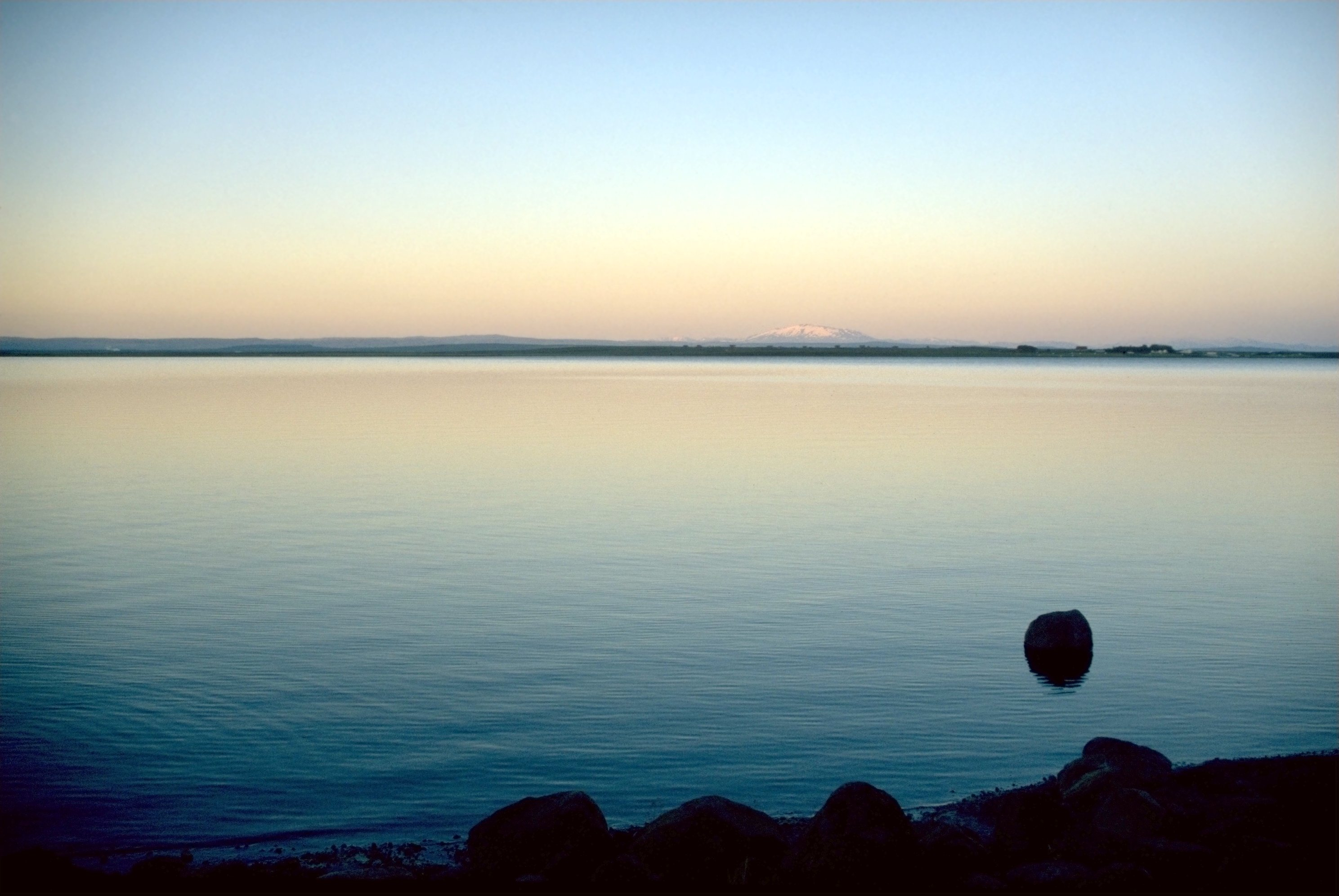
Laugarvatn, met op de verre achtergrond de vulkaan Hekla.